# 家庭訪問
家庭訪問（かていほうもん）とは、教師や牧師などが家庭を個別に訪問すること。

## 教師の家庭訪問
教師の家庭訪問は、主に小中学校において、児童・生徒の家に訪問し、学校での様子、成績の状態などを親に報告し学校と家庭の連携を図る行事である。4月下旬から5月上旬にかけて学校の教育計画に基づいて実施されるものを一般的に「家庭訪問」と呼んでいる。

### 家庭訪問の目的
- 児童・生徒の家庭の地理的位置を把握する。
- 児童・生徒の家庭での様子を把握する
- 児童・生徒の家庭での問題点などがないかを把握する
- 児童・生徒の学校での様子や成績を保護者に報告する
- 保護者の疑問に答え、学級経営・指導方針を説明する
- 通学路の安全を点検する

### 家庭訪問の形態
かつては教師が部屋まで通され保護者と談笑するのが極く自然な形であったが、ゆとり教育制度の実施以降は玄関先で済ませるという風潮が強くなってきている。生徒宅に上がる場合に教師は生徒の生活実態を把握するため居間や子供部屋を見るが、近年深刻な社会問題となっているモンスターペアレンツめいた保護者からは不満の声が年々増加傾向にあるため、自粛する傾向が強くなってきている。逆に時間の都合や、保護者にお茶出しなどの余計な手間をかけさせないといった現代的な事情が理由で玄関先で済ませる場合は、事前に学級通信などで「玄関先で失礼します」などと告知することもある。これら諸事情が要因して訪問時間は10分～20分程度と短縮された。

## 牧師の家庭訪問
17、8世紀の欧州では、牧師が家庭を戸別に訪問し、生活態度の確認や、教会知識をどの程度習得しているかをチェック（教理諮問）することが行われていた。教理諮問については、特にスウェーデンのものが有名である。スウェーデンでは、1726年の教会法により家庭訪問時に教理諮問を行うことが定められており、国民は教理諮問が義務とされた。当時の農民は、教理諮問が近づくと仕事そっちのけで勉強に励み、そして教理諮問が終わった後は宴会を開いたという。